# Траоре, Калифа
Калифа Траоре (фр. Kalifa Traoré; род. 16 февраля 1991, Бамако) — малийский футболист, защитник французского клуба «Лез Эрбье». Вызывался в сборную Мали (до 20 лет).

## Карьера
Калифа Траоре начал свою футбольную карьеру в малийском клубе «Салиф Кейта» в 2009 году.
В 2011 году перешёл в «Пари Сен-Жермен Б», хорошо проявив себя во второй команде, Калиф в 2012 году подписал контракт с «Пари Сен-Жермен». В сезоне 2012/13 был отдан в аренду клубу Лиги 2 «Седану».
В июне 2014 года подписал трёхлетний контракт с клубом «Анже».